# Persicaria sinuata
Persicaria sinuata är en slideväxtart som först beskrevs av John Forbes Royle och Charles Cardale Babington, och fick sitt nu gällande namn av K.R. Rajbhandari & R. Joshi. Persicaria sinuata ingår i släktet pilörter, och familjen slideväxter. Inga underarter finns listade i Catalogue of Life.